# Ashtanga Hridaya
Die Ashtanga Hridaya (Sanskrit: अष्टांग हृदय, aṣṭāṅga hṛdaya; dt. „Das achtfache Herz“) ist eines der drei wichtigsten Ayurveda-Lehrbücher aus dem alten Indien. Als Autor wird Vagbhata genannt, dessen Lebenszeit um 550–600 n. Chr. vermutet wird. Es ist in Sanskrit verfasst. 

## Geschichte
Die Ashtanga Hridaya basiert auf älteren Texten der Mediziner Charaka und Sushruta und vermutlich wesentlich älteren Quellen, die nicht mehr überliefert sind. 
Sie wurde zwischen 773 und 808 von Ibun-Dhan unter Kalif Hārūn ar-Raschīd ins Arabische übersetzt und etwa gleichzeitig ins Tibetische. 1941 übersetzen Luise Hilgenberg und Willibald Kirfel die Schrift ins Deutsche. Zahlreiche Kommentare der Texte sind überliefert; erhalten sind Kommentare aus dem 6. Jh., dem 8. Jh. und mehrere aus dem Hochmittelalter. Einige Ausführungen von Hildegard von Bingen erinnern an den antiken indischen Text. Da schon seit der Römerzeit aus Indien Gewürze (Pfeffer usw.) importiert wurden, kann auch ein Informationsfluss angenommen werden.

## Inhalt
Die Ashtanga Hridaya besteht aus 7120 Versen in sechs Teilen und insgesamt 120 verschiedenen Kapiteln.
Erstes Buch
Sūtra Sthāna 
Die grundsätzlichen Prinzipien
1) Das Trachten nach einem langen Leben. 2) Die täglichen Verrichtungen. 3) Die jahreszeitlich bedingten Verrichtungen. 4) Die Verhinderung von Krankheiten. 5) Das Wissen von den Flüssigkeiten. 6) Das Wissen von den Speisen. 7) Vom Schutz der Speisen. 8) Von der Menge der Speisen. 9) Das Wissen von den Inhaltsstoffen. 10) Die Klassifikation der Geschmäcke. 11) Das Wissen von den Doṣās. 12) Die Klassifikation der Doṣās. 13) Die Behandlung der Doṣās. 14) Die zwei Arten der Behandlung. 15) Die reinigenden Arzneien. 16) Die Öltherapie. 17) Die Schwitztherapie. 18) Von Entleerung und Erbrechen. 19) Die Klistiertherapie. 20) Die Nasalmedikations-Therapie. 21) Die Inhalations-Therapie. 22) Die Gurgel-Therapie. 23) Augentropfen und Augensalbung. 24) Die Therapie für die Augen. 25) Der Gebrauch stumpfer Instrumente. 26) Der Gebrauch scharfer Instrumente. 27) Der Aderlass. 28) Die Entfernung von Pfeil- oder Speerspitzen. 29) Die Chirurgie. 30) Vom Ätzen und Brennen.
Zweites Buch
Śārira Sthāna 
Vom Körper 
1) Die Entstehung des Embryos. 2) Die Schäden an Schwangeren und Neugeborenen. 3) Der Körper und seine Teile. 4) Die Klassifikation von Missbildungen. 5) Das Wissen von der schlimmen Prognose. 6) Das Wissen vom Boten
Drittes Buch
Nidāna Sthāna 
Die Diagnose von Krankheiten
1) Die Ursachen und Diagnosen aller Krankheiten. 2) Die Diagnose von Fieber. 3) Die Diagnose blutender Krankheiten und Husten. 4) Die Diagnose von Atemnot und Schluckauf. 5) Die Diagnose von Tubercolose. 6) Die Diagnose von Alkoholvergiftung. 7) Die Diagnose von Hämorrhoiden. 8) Die Diagnose von Durchfall. 9) Die Diagnose von Harnverhalten. 10) Die Diagnose von Diabetes. 11) Die Diagnose von Abszessen, Hernien und Darmtumoren. 12) Die Diagnose der Darmausweitungen. 13) Die Diagnose von Gelbsucht und Wassersucht. 14) Diagnose von Lepra, Bluterkrankheit und Würmern. 15) Die Diagnose von Windkrankheiten und Nervenleiden. 16) Die Diagnose von Gicht
Viertes Buch
Cikitsā Sthāna 
Die Heilmethoden
1) Die Behandlung von Fieber. 2) Die Behandlung von blutenden Wunden. 3) Die Behandlung von Husten. 4) Die Behandlung von Atemnot und Schluckauf. 5) Die Behandlung von Tubercolose. 6) Die Behandlung von Erbrechen. Herzleiden und Durst. 7) Die Behandlung von Alkoholvergiftung. 8) Die Behandlung von Hämorrhoiden. 9) Die Behandlung von Durchfall. 10) Die Behandlung von Irritationen des Enddarmes. 11) Die Behandlung von Harnverhalten. 12) Die Behandlung von Diabetes. 13) Die Behandlung von Abszessen und Hernien. 14) Die Behandlung von Darmtumoren. 15) Die Behandlung von Darmvergrößerungen. 16) Die Behandlung von Anämie. 17) Die Behandlung von Wassersucht. 18) Die Behandlung von Herpes. 19) Die Behandlung von Lepra und anderen Hautkrankheiten. 20) Die Behandlung von Leukodermitis und Würmern. 21) Die Behandlung von nervösen Krankheiten. 22) Die Behandlung von Gicht
Fünftes Buch
Kalpa Sthanā
Die Zubereitung der Kurmittel 
1) Die Rezeptur des Brechmittels. 2) Die Rezeptur des Abführmittels. 3) Die Lösung der Probleme, die bei der Anwendung von Brech- oder Abführmitteln auftreten können. 4) Die Rezeptur des Klistiers. 5) Die Lösung der Probleme, die bei der Anwendung von Klistiers auftreten können. 6) Das Wesen der Rezepturen
Sechstes Buch
Uttara Sthāna 
Die restlichen sieben Zweige des Ayurveda 
1) Die Pflege der Kinder. 2) Die Vorbeugung von Krankheiten der Kinder. 3) Vorbeugung vor Besitznahme von Kindern. 4) Das Wissen von bösen Geistern. 5) Die Vertreibung von bösen Geistern. 6) Die Gesundheitsvorsorge. 7) Die Vorbeugung der Epilepsie. 8) Die Diagnose von Krankheiten des Augenlids. 9) Die Behandlung von Krankheiten des Augenlids. 10) Die Diagnose der Augenwinkel und der Bindehaut. 11) Die Behandlung der Augenwinkel und der Bindehaut. 12) Die Diagnose bei Schlechtsichtigkeit. 13) Die Behandlung von Blindheit. 14) Die Behandlung bei Erkrankung der Linse. 15) Die Diagnose von Erkrankungen des ganzen Auges. 16) Die Behandlung von Erkrankungen des ganzen Auges. 17) Die Diagnose von Ohrenkrankheiten. 18) Die Behandlung von Ohrenkrankheiten. 19) Die Diagnose von Nasenkrankheiten. 20) Die Behandlung von Nasenkrankheiten. 21) Die Diagnose von Erkrankungen des Mundes. 22) Die Behandlung von Erkrankungen des Mundes. 23) Die Diagnose von Erkrankungen des Kopfes. 24) Die Behandlung von Erkrankungen des Kopfes. 25) Die Behandlung von Ulzera. 26) Die Behandlung stumpfer Verletzungen. 27) Die Behandlung von Brüchen. 28) Die Behandlung von Analfisteln. 29) Die Diagnose von Tumoren, Krebs, Knoten u. s. w. 30) Die Behandlung von Tumoren, Krebs, Knoten u. s. w. 31) Die Diagnose leichter Erkrankungen. 32) Die Behandlung leichter Erkrankungen. 33) Die Diagnose von Venenerkrankungen. 34) Die Behandlung von Venenerkrankungen. 35) Die Behandlung nach Vergiftung. 36) Die Behandlung von Schlangenbissen. 37) Die Behandlung von Insekten- und Spinnenbissen. 38) Die Behandlung von Mäuse-, Hasen- oder Hundebissen. 39) Die Verjüngungskuren. 40) Die Pflege nachwachsenden Gewebes oder aphrodisierende Therapie.
Ein Teil betrifft Empfehlungen zur Lebensführung in Bezug auf Tagesablauf, Jahreszeiten, Umgang mit anderen Menschen, Flüssigkeiten und Lebensmitteln bis hin zu Aphrodisiaka.
In der Astanga Hridaya wird wie auch in den anderen Klassikern großer Wert auf die Gesunderhaltung gelegt, im Gegensatz zur reinen Behandlung von Krankheiten.

## Bedeutung
Die Ashtanga Hridaya liegt ähnlich der Texte von Charaka und Sushruta seit längerer Zeit vollständig in Übersetzungen vor. Die Studiengänge des Ayurvedas in Indien und z. B. England widmen einen Teil der Ausbildung dem Studium ebendieser Schriften (wie Theologen der Bibel). 
Dadurch wirken sich die Ausführungen in diesen Büchern auch noch in der Jetztzeit aus.
Die ayurvedische Medizin gehört in Indien neben der Schulwissenschaft zum Standard. Auch in westlichen Ländern befindet sich die traditionelle indische Medizin ebenso wie die Traditionelle chinesische Medizin (TCM) im Trend, was die Bedeutung auch dieses Buches unterstreicht.
Eine moderne Übersetzung aus dem Sanskrit liegt seit 2008 vor.